# Bombrood
Het woord bombrood is een verouderd begrip uit voormalige vissersdorpen en -steden. Het was een beloning die werd verstrekt aan de man die een echtgenote of een moeder op de hoogte bracht van de thuiskomst van haar man of zoon, die visser was. 

## Nadere omschrijving
Voor 1940, toen aan boord van vissersschepen nog geen sprake was van communicatiemiddelen, wist het thuisfront niet wanneer een op zee vissend gezinslid terug zou keren. Op strategische plaatsen kon men uitzien naar naderende vissersschepen, en met voldoende kennis van zaken, een dergelijk schip identificeren. Elk schip had bepaalde onderscheidende kenmerken zoals vorm of bouw, opmerkelijke zeilen of tuigages, of twee door kleur opvallende masttoppen. Zodra duidelijk was om welk schip het ging, haastte de boodschapper zich naar het huis van de schipper, de gezagvoerder van het schip, om de schippersvrouw op de hoogte te brengen van de komst van haar man. Tegenover het brengen van zo'n boodschap stond een beloning, die bombrood werd genoemd.

## Misvatting
De kustdorpen aan de Noordzee kenden tot aan het eind van de 19de eeuw een zogeheten bomschuit (bom) als gangbaar vissersschip. Het woord bombrood werd gerelateerd aan een dergelijke bom. Men kende echter in visserssteden als Vlaardingen en Maassluis eveneens het bombrood, terwijl de bomschuit daar als gangbaar vissersschip in het geheel niet in gebruik was. 

## Torenkijker
Vlaardingen, en wellicht ook Maassluis, kende destijds een zogenaamde torenkijker, een man die in de toren van de plaatselijke kerk uitkeek naar vissersschepen die de Waterweg in vaarden. Bij signalering hees hij op de torentrans een bal, stelde daarna vast welk schip het betrof en ging vervolgens op weg om de goede tijding te brengen, en het bombrood te incasseren.

## Oorsprong
Men kende in vroeger jaren zogenaamde boden, die door opdrachtgevers op pad werden gestuurd om berichten over te brengen. Hun reizen ging te voet, te paard, per koets of per beurtschip, afhankelijk van de afstand en de toestand van de wegen. De bode werd betaald door de opdrachtgever, en daarnaast was het regel dat de ontvanger bij aankomst enkele boterhammen verstrekte, zogenaamd bodenbrood. In de loop der jaren is het geven van brood overgegaan in het schenken van een gift, terwijl het woord zelf door samentrekking en klinker- en medeklinkerwisselingen is gewijzigd naar het woord bombrood zoals men dat nu nog kent.